# JAB code

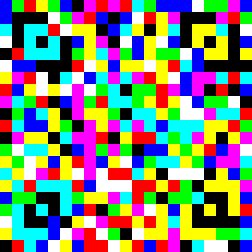
Ejemplo de JAB Code

El JAB Code (Just Another Barcode) es un tipo de código de barras bidimensional en color compuesto por cuadrados de colores dispuestos en cuadrículas cuadradas o rectangulares. Fue desarrollado por Fraunhofer Institute for Secure Information Technology (SIT).
El color añade una tercera dimensión a la matriz 2D. Un JAB code puede contener más información en la misma zona que un código bicolor (blanco y negro). Con cuatro colores, el código duplica la cantidad de datos que se pueden almacenar, y con ocho colores, el almacenamiento se triplica.
El código de barras no está sujeto a licencia y se ha estandarizado como ISO/IEC 23634:2022 